# Mistrzostwa Świata w Piłce Nożnej 1994 (eliminacje)
W eliminacjach do mistrzostw świata 1994 uczestniczyło 144 reprezentacje. Reprezentacja Stanów Zjednoczonych (gospodarz) i reprezentacja Niemiec (obrońca tytułu) turnieju awansowały bez eliminacji. 

## Strefy kontynentalne

### Europa (UEFA)
- Grupa 1 –  Włochy,  Szwajcaria
- Grupa 2 –  Norwegia,  Holandia
- Grupa 3 –  Hiszpania,  Irlandia
- Grupa 4 –  Rumunia,  Belgia
- Grupa 5 –  Grecja,  Rosja
- Grupa 6 –  Szwecja,  Bułgaria

### Azja (AFC)
- Arabia Saudyjska,  Korea Południowa

### Ameryka Południowa (CONMEBOL)
- Grupa A –  Kolumbia.  Argentyna awansuje baraży interkontynentalnych.
- Grupa B –  Brazylia,  Boliwia

### Ameryka Północna (CONCACAF)
- Meksyk.  Kanada awansuje baraży interkontynentalnych.

### Afryka (CAF)
- Grupa A –  Nigeria
- Grupa B –  Maroko
- Grupa C –  Kamerun

### Oceania (OFC)
- Australia wygrała eliminacje strefy OFC zagra w barażach interkontynentalnych.

## Baraże interkontynentalne

### Baraż CONCACAF – OFC
| Drużyna 1                            | Wynik dwumeczu | Drużyna 2 | Pierwszy mecz | Drugi mecz |
| ------------------------------------ | -------------- | --------- | ------------- | ---------- |
| Kanada                               | 3:3 (k. 1:4)   | Australia | 2:1           | 1:2 (dog.) |
| Po lewej gospodarz pierwszego meczu. |                |           |               |            |

### Baraż OFC – CONMEBOL
| Drużyna 1                            | Wynik dwumeczu | Drużyna 2 | Pierwszy mecz | Drugi mecz |
| ------------------------------------ | -------------- | --------- | ------------- | ---------- |
| Australia                            | 1:2            | Argentyna | 1:1           | 0:1        |
| Po lewej gospodarz pierwszego meczu. |                |           |               |            |

### Zakwalifikowane drużyny

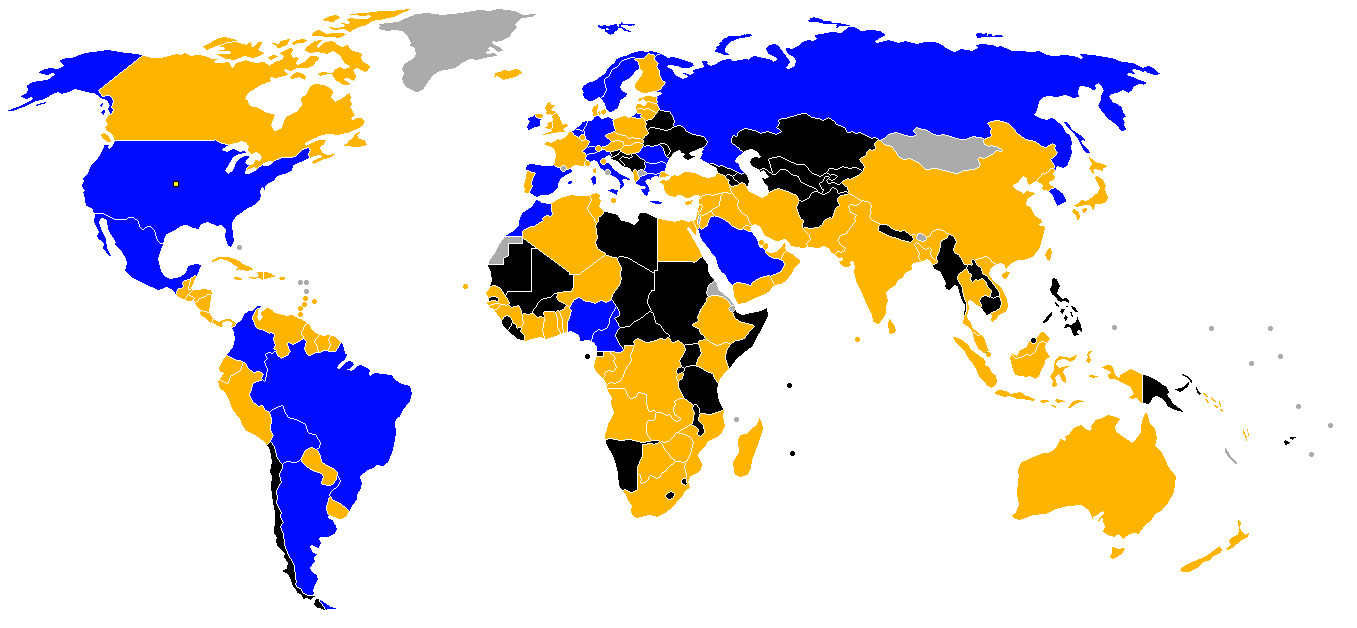
Kraje zakwalifikowane do finałów Mistrzostw Świata
Kraje niezakwalifikowane do finałów Mistrzostw Świata
Kraje, które nie brały udziału w kwalifikacjach
Kraje nie będące członkami FIFA

Kraje zakwalifikowane do finałów Mistrzostw Świata
     Kraje niezakwalifikowane do finałów Mistrzostw Świata
     Kraje, które nie brały udziału w kwalifikacjach
     Kraje nie będące członkami FIFA